# 仮面ライダーZX
『仮面ライダーZX』（かめんライダーゼクロス）は、1982年から1984年まで、主に雑誌にて展開された特撮作品、および作中で主人公が変身するヒーローの名称。「仮面ライダーシリーズ」第8作である。

## 概要
本作品は雑誌連載を中心に、ラジオやイベントなど様々な形での展開が行われ、仮面ライダーZXを主人公とするテレビシリーズは実現しなかったものの、1984年1月のテレビスペシャル『10号誕生!仮面ライダー全員集合!!』での映像化を果たすまで、約1年半続いた。また、「仮面ライダー10号制作委員会」という形でファン有志が意見を提出し、その制作や展開にファンサイドの大きな協力があったことも特徴である。
主に雑誌展開のみという作品の性格上、バンダイは本作品の玩具展開を行わなかった。1982年に発売した旧サイクロン・ハリケーン・カブトロー・スカイターボのプルバックゼンマイ式のプラモデルにヘルダイバーも予定されたが、未発売に終わっている。その後、『仮面ライダーBLACK RX』終了後のソフビシリーズ『ライダーヒーローシリーズ』として初めて商品化された。セイカノートからはぬりえやらくがきちょう、アルミ製弁当箱や水筒なども発売されていた。

### 企画経緯
1981年10月に『仮面ライダースーパー1』が終了した直後、仮面ライダーシリーズの終了を惜しむファングループ有志の主催で、「仮面ライダー復活祭」が1981年11月と1982年4月の二回、開催された。同イベントは、東映大泉撮影所の試写室を会場として、数本のテレビ作品を上映しつつ歴代シリーズの出演者や関係者と語り合う形式のものであり、ビデオソフトが未発売かつ関係者とファンが交流する機会も少なかった当時としては画期的な内容だった。その際、特別ゲストとして招かれていた原作者・石ノ森章太郎はもう一度新しい仮面ライダーを作ることを、ファンに向けて公約する。同席していたプロデューサー・平山亨は各方面に働きかけ、翌日には講談社の『テレビマガジン』の田中利雄編集長が協賛を申し出る。だが、テレビシリーズの制作の再開にはスポンサーやテレビ局などの合意を必要とするため、ラジオや雑誌媒体、アトラクションショーといった様々な展開を視野に入れた企画書を平山は書き上げた。まもなく、徳間書店の『テレビランド』や秋田書店の『冒険王』、講談社の『テレビマガジン』や『たのしい幼稚園』も加わって各誌連携の合同企画で連載記事企画を行うことが具体化し、日本コロムビアは主題歌製作を、東映営業事業部推進室は造形物の製作を申し出た。
1981年12月に平山は石森プロと東映、ファンクラブの有志たちを加えた「10号ライダー企画委員会」を発足して「仮面ライダー10号プロジェクト」を正式にスタートさせ、1982年初頭には、平山による仮題『仮面ライダー10号』の企画書がまとめられた。当初からテレビ放映は前提とされず、児童誌でのグラビアで展開する作品であることは決まっており、仮面ライダーや怪人のスーツは東映映像事業部のアトラクションショー扱いで制作された。テレビランドの同年7月号誌上にはキャラクターのイラストとネーミング募集記事が掲載され、同誌の同年8月号では正式名称が決定前にもかかわらず、ボディスペックや必殺技を紹介する特別記事『10号誕生！その名はZX』が写真によるグラビア展開が開始される。同年8月14日深夜にはラジオ番組『オールナイトニッポンスペシャル 仮面ライダー10号誕生記念・石森章太郎のオールナイトニッポン』でオリジナルラジオドラマ「仮面ライダースペシャル」が放送され、翌日の8月15日には向ヶ丘遊園で開催された『10号ネーミング発表会』で「仮面ライダーゼクロス」という正式名称が発表された。採用者に送られる賞金100万円は、「ZX（ゼットエックス）」と応募した5人に20万円ずつ分配された。ただし、カナ書きの「ゼクロス」という応募作品は無く、「ゼットエックス」では語呂が悪かったため石森により修正された。また、同日には菅田俊が主演を務めることも発表された。
当初の予定では金子光伸が主演となるはずだったが、金子が役者を辞めて定職に就いたことに安堵していた父親の猛反対にあって頓挫した。そこで『スーパー1』の主役オーディションで最終選考に残っていた菅田を平山が呼び、出演実現にこぎつけた。菅田はそのオーディションの際に4 - 5時間も待たされたうえ、子供番組を馬鹿にしていると誤解され叱責された挙げ句、帰されるという屈辱的な目に遭っているが、今回は平山の熱意に触れてわだかまりなく出演を引き受けた。なお、パンチパーマ頭という当時の菅田の風体が後年にはインターネットなどで話題に挙がることとなるが、この髪型はヤクザ映画『制覇』の出演直後に本作品へ呼ばれたためであった。
アクションは、雑誌連載ではこれまでのテレビシリーズを担当した大野剣友会に代わり、剣友会を退会した高橋一俊率いるビッグアクションが担当したが、テレビスペシャルでは再び剣友会が担当し、歴代シリーズに携わった多くのメンバーが参加した。
平山による最初期の企画案では成長した仮面ライダーファンを対象にしたハードな内容となっており、10号は改造人間ではなく大型バイクを駆る仮面の男という設定で、巨大企業に家族と恋人を奪われた男の復讐譚であった。復讐譚の要素は完成作品にも活かされている。

## ストーリー
かつて地球で猛威を振るったショッカーをはじめとする歴代暗黒組織を裏から操っていた、最強の暗黒組織バダンが活動を始めた。ブラジルの大学に通っていた大学生村雨 良（）はバダンに囚われて脳以外の99パーセントを改造され、パーフェクトサイボーグZXとなってしまう。
事故により自我を取り戻した良は処刑されそうになるが辛くも基地から脱出し、自分と同じくバダンに囚われて殺害された姉村雨 しずかの敵を討つため、バダンの放った怪人たちと戦う。そして、戦いの中で先輩の9人ライダーと出会った良は、仮面ライダー10号に当たる仮面ライダーZX（）として迎え入れられる。

## 主要登場人物
村雨 良（） / 仮面ライダーZX
演：菅田俊
ブラジルの大学に通っていた日本人の小型飛行機のパイロットの青年。
UFOの噂を追って、新聞記者の姉とアマゾン奥地への遊覧飛行中に出現したUFOの怪音波と光線を受けて捕らわれた後、秘密を知ったとして、バダンの世界征服実現のために目の前で姉を電気椅子で処刑され、自身は身体能力の高さを評価されて、脳以外を強化サイボーグ兵士に改造されてしまう。
改造後はバダンの優秀な歩兵として活動していたが操縦士としての任務中に発生した事故をきっかけに自我と記憶を取り戻して日本に帰国。自分がサイボーグに改造されていることを知るとバダンに復讐を誓う。その後は先輩ライダーたちとの交流を経て、復讐を超えて広く人類の正義のために戦わなければならないことを悟り、正義の戦士・仮面ライダーZXとして、バダンに立ち向かうことを決意する。
- 衣装は、制作費の都合から菅田の自前となっている。

海堂 肇（）
演：柄沢英二
良の大学の恩師で良の父の親友でもある生化学研究者。
テレビスペシャルではバダンに拉致されるも9人ライダーに救出される。

一条 ルミ（）
演：三宅友美子
生化学研究家一条博士の一人娘。
バダンの秘密を知った父をバダンに殺された後、父の知人の海堂博士に育てられ、良と知り合う。
テレビスペシャルでは海堂博士と共にバダンに拉致されるも9人ライダーに救出される。

9人ライダー
歴代仮面ライダーのプロフィールについては以下のリンク先を参照。
- 仮面ライダー1号
- 仮面ライダー2号
- 仮面ライダーV3
- ライダーマン
- 仮面ライダーX
- 仮面ライダーアマゾン
- 仮面ライダーストロンガー
- スカイライダー
- 仮面ライダースーパー1

## 仮面ライダーZX
村雨良が変身した姿。脳を除いた全身の99パーセントを機械化した強化サイボーグ兵士パーフェクトサイボーグZXと設定されている。そのため、変身時に風力などの外的エネルギーを必要としない。
歴代ライダーのような体術を駆使した技は少ないが、豊富な特殊能力を活かしたトリッキーな戦法を得意とする。忍者のような秘密武器を全身に数多く備え、数々の忍術を習得し撹乱・秘密行動を得意とするため、忍者ライダーの異名も持つため、過去のライダーの中でも最高の能力を誇る。また、設定では歴代ライダーより次世代の水素エネルギーによる核融合炉を動力源としており、全身に数十万個のサーボモーターを内蔵しているため、ライダーマンとスーパー1を同時に相手してチェーンの引き合いを行った際には互角以上に渡り合った。
脚部にジェットエンジンを持ち、60メートルのジャンプ力を持つ。完全な飛行能力は持っていないが、このジェットエンジンを使うことによって、ある程度の空中機動が可能である。
変身ベルトには特定の名称が付けられていない。
- ドイツ語で最高を意味する「ZENITH」と未知数や性能がアップした機械を意味する「X」から来ている[24]。
- 変身ポーズは雑誌連載時のものは長くて複雑であったことから、テレビスペシャルでは簡略化されたものが用いられた[25][22]。

デザイン・造形
デザインは仮面ライダーV3をモチーフとしている。前作『仮面ライダースーパー1』で人気を得ていたメカニック性を引き継ぎつつ、ボディは左右非対称というスーパー1までのライダーとは異なるデザインである。
当初のマスクは、マジックミラーになっている口元の最上段で視界を得る形となっていたが、第3回撮影会以降は両目の間に覗き穴が加えられた。テレビスペシャルで使用されたマスクは、雑誌連載でのものとは形状が異なっている。
ベルトのバックル部分の下地は、第1回撮影会では水色であった。また、右太腿と二の腕にある黒い模様が、周囲と同様の赤色であり、胸部の銀色のプロテクターにある赤の模様部分との境に入れられた黒の縁取りがなく、手袋の指にメカのような筋が入っていた。
胸パーツは、アップ用のFRP製と、アクション用のラテックス製が存在した。

### 装備
十字手裏剣（別名：十方手裏剣）
両肘に装着された手裏剣。体内で高速生成されるために連射も可能。射出時に伸びる刃部分は、ダイヤモンド以上の硬度を持つ。1,000メートル先の敵にも有効で、ZXのパワーによって高速回転する。テレビスペシャルでは衝撃集中爆弾のように投げつけている。
『仮面ライダー大戦』では、変身前の姿でメガ・リバースマシンを破壊したように見えたが、バダン総統に正体を看破されていたため、すでに入れ替えられたダミーを破壊するだけに留まっている。

電磁ナイフ
左大腿部のスリット内に縮められた状態で収納されているナイフ。強力な磁気を帯び、高い磁力を持ち、飛来する銃弾の軌道をも変えることが可能。十字手裏剣と同様の硬度に鋭い切れ味と発電能力を併せ持っており、刺した相手を高圧電流でさらに圧倒することが可能。

マイクロチェーン
両手首のシャッター内に格納されている鉤爪がある分銅が付いた20メートルまで伸びる極細チェーン。超小型ウインチを腕に内蔵し、最大1トンの物体を牽引することが可能。また、鉤爪部分の破壊力も非常に高く、建物の壁はもちろん怪人の身体を貫き、さらにZX本体からの5万ボルトの高圧電流を流せるほか、ムチのようにも使える。

衝撃集中爆弾
両膝に装着されている特殊爆弾。外見は十字手裏剣と同じデザインだが、刃はない。対象物に装着し、ZX本体からの指令波で、周囲に向かって爆発することや爆発時の衝撃を1点に集中することができるため、至近距離から爆発の巻き添えにならずに一撃で怪人を葬り去ることも可能。

虚像投影装置
ベルト中央のバックル部に内蔵。自らの立体映像を何もない空中に映し出すことが可能。何体もの同時投影もできるため、撹乱や脱出時に使うことで効力を発揮する。
『仮面ライダー大戦』では、この装置で暗闇大使に化けていた。

煙幕発射装置
両上腕部の黒い部分と大腿部の付け根部分に内蔵。相手のレーダー電波やアンテナを無力化できる磁気を帯びた赤・青・黄のレーダー撹乱煙幕を上腕部スリットから噴出する。ただし、煙幕を出すものを放出するのか、直接ここから煙幕を噴出するのかは不明。虚像投影装置と併用することで、その効力は倍増する。

### 技
ZXキック
ZX版ライダーキックで、ZXの必殺技。変身ポーズの最初の部分と同じく、左腕を右斜め下、右腕を右斜め上へ伸ばすポーズを空中で取ることで全身のエネルギーを赤く燃え上がらせ、そのまま敵へ急降下してキックを撃ち込む。
ZXイナズマキック（ZX稲妻キック）
ZXキックの強化版で、ZXの最強技。ZXキックのポーズから赤い雷と共に、空中から破壊力の倍増したキックを撃ち込む。回し蹴りで放つ場合や連続で放つ爆発蹴りと呼ばれる発展技もあり、ヤマアラシロイドと再生怪人軍団を倒した。
超パワーイナズマキック

ZXイナズマスカイキック
安土じょう（金山静夫）版『仮面ライダーZX』第6回に登場し、トカゲロイドに対し使用。加速したヘルダイバーからZXジャンプをして、ZXイナズマキックをする技。
ZXパワーキック
安土じょう（金山静夫）版『仮面ライダーZX』第7回に登場し、アメンバロイドに対し使用。
ZXスプリングキック
山田ゴロ版漫画『仮面ライダーZX』第11回に登場し、ヤマアラシロイドに対しその鎗を使って使用。
ZXダブルキック
安土じょう（金山静夫）版『仮面ライダーZX』第2回に登場し、カニロイドとドクガロイドに対し使用。
ZXファイヤーキック
安土じょう（金山静夫）版『仮面ライダーZX』第9回に登場し、バラロイドに対し使用。

ZXパンチ
ZX版ライダーパンチ。

ZXジャンプ
ZX版ライダージャンプ。

エルボークラッシュ
肘打ち。

ZXイナズマニードロップ

### 専用マシン
ヘルダイバー
バダンの科学班によって開発されたZX専用のバイク型2輪戦闘車。雑誌連載第4回より登場。バダンの科学班が開発した特殊金属の超軽量合金でできた頑強で軽量なボディを誇り、核融合原子力エンジンを搭載しているほか、飛行・水中航行用にジェットブースターも内蔵している。タイヤのトレッドパターンを変える機能も有し、荒れ地の走行から水中航行まで可能。
フロントカウルの両側には、カッターとしても使えるウイング、フロントカウル下部には人の目にはレーザービームのように見え、1秒間に100発もの砲弾を連射できるレーザーバルカン砲が装備されている。資料によっては、バルカンから発射されるのは文字通りレーザー光弾とするものもある。
制作関連
デザインは原田吉朗によるもの。デザインは新サイクロン号をモチーフとしている。また、原田は当時話題となっていたスズキ・KATANA GSX1100SZもイメージしたと述べている。
ベースマシンは『仮面ライダースーパー1』のブルーバージョン初期型と同じレース用モトクロッサーで、書籍では輸出用のスズキ・ハスラー250と記載している。撮影用車両は1台のみであった。
企画段階では『スーパー1』と同様に高速戦用と重戦用の2台のオートバイを使い分ける構想だったほか、バイクを格納できるUFOのような形状をした航空機トリノ・インビシブルを使用する案も存在した。また、改めて石ノ森が高速戦用として描いたデザインや、平山の考案によるバズーカ砲を装備したデザインも描かれていた。
テレビスペシャルでの良のオフロードバイクは、制作費の都合から菅田の私物が使用された。こちらもスズキ・ハスラーであるが、排気量は125ccと小ぶりである。
カタナ
『仮面ライダーSPIRITS』にて登場。村雨良が改造前（記憶喪失前）から使用していたオンロードバイク。カタナは愛称で、正式名称は「スズキGSX-750S3」。

### 他作品での活躍
素顔で登場した作品は◎を付記。
『仮面ライダーBLACK RX』
声 - 桑原たけし
第41話から第47話（最終回）に登場。サハラ砂漠を中心にアフリカ大陸の北半分をクライシス帝国から守っていた。
地球侵略を阻止するために駆け付けるが、戦闘時は特に目立った活躍はなく、台詞も少なかった。
映画『劇場版 仮面ライダーディケイド オールライダー対大ショッカー』
声 - 吉野正裕
同作品が初の映画作品への出演となる。物語前半で描かれたライダーバトルでは仮面ライダー龍騎と戦い、逃げ込んだミラーワールドの鏡を衝撃集中爆弾で破壊するという、忍者ライダーらしい戦い方を見せた。勝敗は明らかにされておらず、龍騎のドラグセイバーによって斬られる映像で終わっている。
後にクライマックスにて、大ショッカーに苦戦するディケイドを助けるために駆け付ける。
『ネット版 仮面ライダーディケイド オールライダー超スピンオフ』
声 - 野島健児
第23話「クイズ！ディケイドを数えろ!!」の終盤に光写真館を訪れ、平成の10号ライダーと認められたディケイド（門矢士）に、同じ「10号ライダー」ということでZXの人形を用いて自身とディケイドの共通点を語るが、門矢士から「一緒にするな!!」と一蹴される。
映画『オーズ・電王・オールライダー レッツゴー仮面ライダー』
歴史改変の影響で存在が消されたが、人々の思いによって復活を果たす。
ショッカーに苦戦する1号、2号、電王、NEW電王、オーズを助けるために他の仮面ライダーたちと共に駆け付け、タイガーロイドと戦っている。
ネット版『オーズ・電王・オールライダー レッツゴー仮面ライダー 〜ガチで探せ！君だけのライダー48〜』
声 - 大川透
「Type20.静聴！レアライダー・ロード〜おとめ座B型の君へ〜」にメインゲストとして登場。
映画『仮面ライダー×スーパー戦隊 スーパーヒーロー大戦』
クライマックスにて他の仮面ライダーたちやスーパー戦隊たちと共に駆け付け、大ショッカーや大ザンギャックと戦った。
映画『平成ライダー対昭和ライダー 仮面ライダー大戦 feat.スーパー戦隊』◎
地下帝国バダンのメガ・リバース計画を阻止すべく暗闇大使に化け、物語中盤まで他の仮面ライダーたちの前に姿を現さなかった。敵が真の目的を発動する時に正体を明かすが、バダン総統には見破られていた。その後、変身してバダンと戦い、平成ライダーたちとの最終決戦は同じ10号ライダー繋がりのディケイドと戦った。その後、ディケイドの本心を見透かすような言葉をかけている。
映画『スーパーヒーロー大戦GP 仮面ライダー3号』
声 - 稲田徹
ショッカーライダー（歴史が変わったことでショッカーに洗脳された仮面ライダー）として登場し、スカイライダーとスーパー1と共に、ライダータウンに向かう途中の仮面ライダー3号と仮面ライダーゼロノスに襲い掛かる。最終決戦では1号と2号が復活したことで洗脳が解け、ショッカーに立ち向かった。
漫画『仮面ライダー11戦記』
変わり身の術も使用。ガイストライダー戦ではマイクロチェーンを駆使した後、合同技ライダーサザンクロスキックに繋げた。
漫画『宇宙の11 仮面ライダー銀河大戦』
RXを含める他の仮面ライダーたちとともに、マーダー帝国と闘う。
ゲーム『ガイアセイバー ヒーロー最大の作戦』
諜報活動を行うサポート役として登場。
漫画『仮面ライダーSPIRITS』
第2部より主人公として登場、平山による小説版を元に、ZXの物語を描くことが当初より想定されており、ZXやヘルダイバーの設定には作画を手がける村枝賢一による新解釈がなされている他、必殺技も実写特撮の撮影における制約にとらわれないゆえに使い勝手が上がっている（マイクロチェーンの場合、原作では分銅鎖を思わせる描写とされているが、同作品ではスラスター付きの装備となっており、敵怪人を貫通する勢いで射出される）。また、それを活かした漫画ならではの必殺技も登場する。

## バダン（バダン帝国）
第二次世界大戦後、生き残っていたナチス残党が南米で立ち上げた秘密組織。アマゾンの地下に造営されたバダン・シティを拠点に暗躍する。9人ライダーの活躍によって壊滅した秘密結社（ショッカーからジンドグマ）の戦略データをもとに彼らが成しえなかった世界征服の達成を目指しているといわれ、その科学力・戦力ともに歴代組織を凌駕する過去最強クラスである。
大幹部・暗闇大使による指揮のもと、伊藤博士が開発した、時空を超越することでエネルギーと物質を交換し、あらゆる物体を一瞬で消滅させる時空破断システムを使用し、歴代の秘密結社が成し遂げられなかった世界征服の野望を掲げる。

### バダン総統
テレビスペシャルにのみ登場。バダン帝国の真の黒幕と考えられるが、その正体は不明であり、海堂博士が「悪霊のエネルギーに違いない」と語るにとどまる。9人ライダーが戦った過去の悪の組織と何らかの関係があるのかも、明確な描写が無く、さだかではない。

### 暗闇大使
バダン帝国唯一の最高幹部。雑誌連載では第3回より登場。ショッカー大幹部・地獄大使の従弟であり、通常怪人の二回りほど大きいベルトがバダンの紋章と兜の頭部中央に角があることを、全身が金と銀を基調としていることを除いて外見が似ている。演者も地獄大使を演じた潮健児である。
冷酷無比な性格で、使命感が強い。地獄大使に見られた粗忽さがないため、彼を軽蔑しており、劇中で仮面ライダー1号に地獄大使と見間違えられた際には「地獄大使だと？ あんな奴と一緒にするな！」と激昂する一幕を見せた。仮面ライダーの打倒が果たせなかった地獄大使に代わってその野望を果たすことにより、自分の優秀さを証明しようとしていた。
右手の甲に生えた高電圧の電磁ムチとカギ爪状の左手を武器とする。また、体内には時空破断システムのコントロール装置が埋め込まれている。
サザングロス
雑誌連載第13回に登場。テレビスペシャルでは未登場である。サザエの能力を持った超最強怪人。
暗闇大使の真の姿。通常怪人の10倍の力を誇り、身体の殻にミサイル砲を備える。また、左手の鉤爪や右手の超電圧ムチが武器。身体は外殻を外して2段階に変形する。自分自身が時空魔法陣でもある。
劇中未公開の設定
本名は「ガモン」。サンフランシスコのスラム街出身で、サンフランシスコでの幼少時からフランス領インドシナでのゲリラ戦線に至るまで、自身より3か月早く生まれた後の地獄大使である「ダモン」の影武者的存在を務めてきた。しかし、ガモンは常にダモンに利用される立場だったうえ、ゲリラ戦の中で出会った初恋の女性・ミノンさえダモンのほうを愛していた。
有能さを見込まれてショッカーからスカウトを受けたガモンはダモンにも話を持ちかけるが、東南アジアの山岳ゲリラ仲間の裏切りに遭ってミノンともども重傷を負う。ガモンとダモンはショッカーによる改造手術で改造人間として蘇生させられるもののミノンは死亡したため、ダモンへの反発心が頂点に達したガモンはショッカーから逃亡して姿を消し、やがてアマゾンの奥地に隠れ潜んだナチス残党と組んでバダンを作り上げる。
暗闇大使となったガモンは、ショッカー大首領が歴代の組織や大幹部を使い捨てていく様子を陰から見つめるうちに、自分が逃げた理由がダモンへの憎悪だけでなく、大首領に関われば破滅すると本能的に感じていたからだと悟る。しかし、結局は大首領の思念から逃れきることができず、「あんな奴と同じにはならんぞ」と思っていた地獄大使と同様の末路をたどることになる。
制作関連
石森によるラフデザインでは新地獄大使という仮名で、双子の弟と記されていた。
スーツは新規造形。
その他の登場作品
細井雄二版漫画『仮面ライダーZX』
地獄大使と軋轢があった様子はなく、彼の最期を「名誉の戦死」と評するなど、前述した設定とは一線を画した描写がなされている。
山田ゴロ版漫画『仮面ライダーZX』
第12回では裏切り者のタイガーロイドを処刑する。第13回では自分自身を時空魔法陣に変えてその力で空間を自在に操り、何も無い場所から雷や岩を生み出して10人ライダーを苦戦させるが、時空魔法陣の自爆キーで自爆する。なお、時空魔法陣の威力は「銀河系のひとつやふたつあっという間にチリにできる強力なもの」とされている。
安土じょう（金山静夫）版『仮面ライダーZX』
バダンにあっても類を見ない冷酷な人物とされる。第12回ではサザンクロスに変身し、ZXと戦う。ZXイナズマキックが通じないほどの強度を誇り、腕をバズーカや刃物に変えて攻撃する。だが、殻の無い顔の部分を十字手裏剣で攻撃され、敗走する。第14回では変身せずに片腕を電磁ムチのように使い攻撃するが、ZXの攻撃で腕を失い、バダン総統に処分される。
漫画『宇宙の11 仮面ライダー銀河大戦』
マーダー帝国のゴッド将軍の指揮下の再生幹部の1人として登場。デッドライオンや魔神提督と共に、マーダーマシンの2号機へ搭乗する。
ゲーム『SDザ・グレイトバトル 新たなる挑戦』
同作品では地獄大使と対立しておらず、先に悪事に嫌気が差してプレイヤーの味方となった彼が世話になっている礼として、ENを回復してくれる。
ゲーム『ヒーロー戦記 プロジェクト オリュンポス』
原典通り地獄大使と間違われるのを嫌う。カイザーグロウを子飼いにしている。
『仮面ライダーSD』
グランショッカーの八鬼衆の一人として登場。
『仮面ライダーSD マイティライダーズ』
冷静で部下想い。地獄大使と正反対と言われる。
『仮面ライダーSD 疾風伝説』
最終決戦に登場。地獄大使と共同戦線を張って1号・2号と戦う。
『仮面ライダーSD 出撃!!ライダーマシン』
EPISODE8「MIDNIGHT TOWN」に登場。カジノで立花藤兵衛から借りた金を踏み倒した後、飛行船のようなメカでZXとレース戦を演じる。
映画『平成ライダー対昭和ライダー 仮面ライダー大戦 feat.スーパー戦隊』
演 - 菅田俊
『仮面ライダーSD』などのアニメ作品以外では、映像作品での初の客演。外見は『ディケイド』の劇場作品でデザインが一新された地獄大使同様、黒い鎧をまとっている。
何らかの独自の目的で、仮面ライダーが敗北した際に出現するレジェンドライダーロックシードを収集する。実はZX / 村雨良が変装していた姿であったが、バダン総統にはすでに正体を見破られていた。正体を明かした後、収集したレジェンドライダーロックシードと鎧武の力を介し、ヘルヘイムの森に一時避難させていた全ライダーを呼び戻す。
- 造形はブレンドマスターが担当。『劇場版 仮面ライダーディケイド オールライダー対大ショッカー』に登場した地獄大使を基に追加ディテールが加えられた。

小説『S.I.C. HERO SAGA MASKED RIDER ZX EDITION -ドラゴン・ロード-』
地獄大使に憑依され、無茶な作戦を繰り広げたあげく、宿敵ZXを作らされてしまう。
漫画『仮面ライダーSPIRITS』
原典に前述の劇中未公開の設定の一部を加えた設定のもと、BADANの最高司令官として登場。

### 怪人

#### タイガーロイド
メカニックをUFOサイボーグに組み込んだトラの能力を持った高性能怪人で、ZXに比肩する優秀なサイボーグ兵士とされている。雑誌連載では第12回・第13回に登場。テレビスペシャルでは良の親友三影 英介が変身する。
鋭い牙による噛み付きや、背中の大砲タイガーボンバーと両肩の2門の大砲、ベルトの両脇に備えた機関砲による銃撃を得意とする。主砲は伸縮可能で、毒ガスを放つこともできる。
背中が弱点で、接近戦を苦手とする。
テレビスペシャルでは背中の大砲の連射速度に0.7秒の隙ができることをZXに見抜かれ、一瞬の隙を突かれる。
- 造形はレインボー造型企画の品田冬樹が担当[80]。大砲部分は同社の小松義人が手掛けた[80]。品田は自信作であると語っている[80]。
- スーツアクターは、ZXを担当した城谷光俊によれば山口仁が通して担当する予定だったが、テレビスペシャルでZXと絡むシーンだけはその前に山口が捻挫してしまったために急遽、渥美博が担当することとなった。しかし、タイガーロイドを担当した当時の山口は身長が185センチメートルくらいあったため、渥美が担当したタイガーロイドは10センチメートルくらい低くなってしまい、それは映像で見ても分かると思ったという[81]。

その他の登場作品
山田ゴロ版漫画『仮面ライダーZX』
第12回に登場。時空魔法陣を使って昔の科学者や芸術家を蘇らせようとする計画に賛同していたが、それが嘘であることを知って組織を裏切り、時空魔法陣の自爆キーをZXに渡したあと、暗闇大使に処刑される。
映画『オーズ・電王・オールライダー レッツゴー仮面ライダー』
ショッカーと同盟組織の会議に参加。終盤はZXと戦った。
映画『仮面ライダー×スーパー戦隊 スーパーヒーロー大戦』
大ショッカーの怪人軍団の一員として登場。
映画『平成ライダー対昭和ライダー 仮面ライダー大戦 feat.スーパー戦隊』
声 - 稲田徹
地下帝国バダンの幹部怪人として登場。仮面ライダー抹殺の任を帯びてライダーたちを追撃するが、仮面ライダーファイズ アクセルフォームのクリムゾンスマッシュを受けて爆死する。
安土じょう（金山静夫）版『仮面ライダーZX』
第11回に登場。クローンロイドを人質に使い、ZXと戦う。暗闇大使は捨て石と見做していた。
漫画『仮面ライダーSPIRITS』
最初は改造前のインターポール捜査官・三影英介として登場し、滝和也とともに立花藤兵衛や城茂（ストロンガー）のもとを訪れ、その際にニードル（ヤマアラシロイド）を通じてバダンと接触する。人類の醜悪な一面を見続けてきたことから望んでタイガーロイドへの改造を受けた後、ZXとともに1号・2号に立ち向かう。

小説『S.I.C. HERO SAGA MASKED RIDER DEN-O EDITION -1971年4月3日-』
ネガタロスによって1971年に連れてこられる。
ゲーム『特撮冒険活劇 スーパーヒーロー烈伝』
科学者を捕えて時空破断システムを作り出していたバダンの怪人として登場。三門砲などの技を使用する。最初の対戦ではヒーローたちから上手く逃げるが、バダンニウムの受け取り場所を書いた地図を落としてしまう。
『仮面戦隊ゴライダー』
トーテマが作り出した怪人の1体として登場。モグラロイドやヤマアラシロイドと仮面ライダーエグゼイドと戦うが、アナザーアギト・バロン・マリカが来たことによって戦況が一変し、バロンのスピアビクトリーで爆死する。

#### ヤマアラシロイド
雑誌連載第11回・第13回に登場。
雑誌連載では歴代の悪の組織の複製怪人軍団を率いる怪人軍団長として登場。
両肩部から伸ばした無数のトゲを武器とし、長く伸ばした背中の針を体から抜いた槍を使用する。また、口からは毒液を吐き出す。背中の巨大な針で人間から吸収した血液を媒介として、バダンに保存されている過去のデータから計算して過去の悪の組織の怪人のコピーを作り出す。
その他の登場作品
登場作品によっては、タイガーロイドと並ぶバダンの重要キャラクターとして描かれることがある。
小説『仮面ライダーZX オリジナルストーリー』
同作品では変身前の姿として、神代地烈という人物も登場する。
山田ゴロ版漫画『仮面ライダーZX』
第11回に登場。再生された電波人間タックルを使い、変身を封じる。
安土じょう（金山静夫）版『仮面ライダーZX』
第10回に登場。プロフェッサーによって作られた最強の改造人間として登場。ZXイナズマキックを受け付けない体とされていたが、守られていない胸を攻撃され、敗北した。
『仮面ライダーSPIRITS』
同作品ではニードルという人物が変身。

リファインされたデザイン以降の映像作品への登場
右半身が黒、左半身が赤に塗り分けられた新デザインで登場する。デザインを担当した出渕裕によると、左半身は理科実験室にある人体模型のような感じにしている。頭の針毛は原典の要素を引っ張ってきているが、原典が普通のヤマアラシのように後方に向かってなびく感じであったが、こちらでは逆立ててモヒカンのようにしている。
『平成ライダー対昭和ライダー 仮面ライダー大戦 feat.スーパー戦隊』
声 - 鈴村健一
地下帝国バダン幹部怪人の筆頭格。体毛を矢のように変化させ、対象に向けて高速で飛ばす。地下世界から抜け出した葵柊を追い、幹部を率いて地上に現れる。劇中未使用だが、口から毒液を吐くこともできる。
『仮面ライダーゴースト』
声 - 宇垣秀成
第24話に登場。『仮面ライダー大戦』時と同じ姿であるがショッカー怪人という設定で、ベルトのバックルもショッカーのものとなっている。骨戦闘員たちを率いて遊園地の観客たちを針で吸い取っていたところ、駆けつけたゴーストに『動物戦隊ジュウオウジャー』の風切大和 / ジュウオウイーグルが加勢したこともあり、彼らに骨戦闘員たちをすべて倒された果てに追い詰められて同時攻撃で倒され、観客たちも元に戻った。この戦いにおいて、ゴーストやイーグルをショッカーへ勧誘するなどのコミカルな立ち回りの果てに敗北する姿は、それを眺めていた元ショッカー怪人・ウルガがショッカーを見限るきっかけになっており、映画『仮面ライダー1号』の前日譚でもあることが示唆されている。
『仮面戦隊ゴライダー』
トーテマが作り出した怪人の1体として登場。タイガーロイドやモグラロイドとともに、仮面ライダーエグゼイドと戦うが、アナザーアギト・バロン・マリカが来たことで戦況が一変し、エグゼイドのゲキトツクリティカルストライクで爆死した。

#### 強化兵士
バダンの科学によって改造された初期型の改造人間。その多くが水中用や火中用、夜戦用や山岳用など単一目的用に作られている。
クモロイド
雑誌連載第2回に登場。テレビスペシャルには未登場。
ハエトリグモの能力を持った第1号強化兵士で、脱走者を捕らえるために製作された捕獲用怪人。巨大な複眼部にはさまざまなメカが内蔵されており、夜間でも活動可能。象をも一瞬で殺す猛毒が仕込まれたトゲ付きの糸と毒液を噴出する上半身の8本の腕と両腕先端の超合金製のカッター爪を武器とし、ジャンプ力も一跳び60メートルと優れている。蜘蛛男のデータを基に製作された。
- 書籍『仮面ライダー怪人大全集』では、捕獲用の怪人と推測している。
- 書籍『仮面ライダー大全集』では、『仮面ライダー』の蜘蛛男を意識したものと推測している。

その他の登場作品
細井雄二（秋津わたる）版漫画『仮面ライダーZX』
アマゾン基地の司令長官として登場で、総統から「KR1」とも呼ばれている。良の姉・しずかを殺し、良の怒りを買う。小型のクモを操り、海堂博士とルミを人質にとり、動けば動くほど食い込む「くも糸しばり」や相手のエネルギーを奪う「どくぐもばり」でZXと戦う。
山田ゴロ版漫画『仮面ライダーZX』
ZXの脱走により、地底都市バダンシティを爆破し日本に移動する。小型のクモを操るが、ZXの衝撃集中爆弾に敗れる。
安土じょう（金山静夫）版『仮面ライダーZX』
ZXを追い、日本に現れる。溶解液と腕の刃物を武器として戦う。敗北後の自爆の間際、ZXに対して「JUDO」と呼んでいる。
『仮面ライダーSPIRITS』
グィン将軍という人物が変身。ガモン共和国で仮面ライダー2号と戦う。

ドクガロイド
雑誌連載第3回・第13回に登場。
背中のマントによる飛行能力を持ち、生物の神経を麻痺させる毒鱗粉や催眠術などを武器とする。また、人間の血液を口の管から吸収し、ミイラのように干からびさせて、身動きが取れなくなった人間の体内に卵を産み付けて、次々と新たなドクガロイドを量産させる繁殖能力を持つ。暗闇大使とともにZXを襲撃した。
- 平山によるストーリー原案では女性怪人であった。

その他の登場作品
細井雄二（秋津わたる）版漫画『仮面ライダーZX』
公園などで連続殺人をしていたところをZXに見つかる。
山田ゴロ版漫画『仮面ライダーZX』
ZXと同じくアマゾン基地にいた同僚。人間に毒蛾を寄生させ毒蛾を増やそうと目論む。
安土じょう（金山静夫）版『仮面ライダーZX』
第2回に登場。第1回で小型の蛾を使い良や海堂の様子を見ていた。その後、海堂博士やルミを人質としてZXと対決、片腕を失ったところ、カニロイドの援護に助けられるが、カニロイドともども倒される。
『仮面ライダーSPIRITS』
プワゾン（フレイ・ボーヒネン）という人物が変身。ノルウェーでスカイライダーと戦う。

カメレオロイド
雑誌連載第4回・第7回に登場。テレビスペシャルには未登場。
口から取り外すことで赤く尖った先端を持つ鋭い槍に変化する長い舌と万力のような形状の両手のハサミを武器とする。また、周囲の色に合わせて体色を変化させることも可能で、尻尾絡めと呼ばれる敵の首に尻尾を絡ませて絞めあげて絶命させる技もある。320度周囲もある広い視界で、後方からの攻撃も対応できる。
- 石森によるラフデザインではガメレロイドという名称であった。

その他の登場作品
細井雄二（秋津わたる）版漫画『仮面ライダーZX』
子供を実験に使用し、カメレオロイドと同じ姿に変えてしまう。
山田ゴロ版漫画『仮面ライダーZX』
良の姉・しずかに化ける。
安土じょう（金山静夫）版『仮面ライダーZX』
人間態は少年。はねられたように見せかけ、ルミに連れられ海堂医院内に潜入。
『仮面ライダーSPIRITS』
ラ・モールという人物が変身。日本で、組織を脱走した仮面ライダーZXと戦う。

ジゴクロイド
雑誌連載第6回・第8回・第14回に登場。
蟻地獄の中に潜み、頭部の巨大な角で落ち込んだ相手に襲いかかる。バイクの運転時などは5本指だが、戦闘時は腕に取り外しが可能なカセット式のハサミを装着する。敵に挟み込んだ大岩を投げつける能力を持つことから「石投げの名手」という異名を持つ。専用のオートバイを持ち、ZXのヘルダイバーと海岸に仕掛けた地雷原で対決する。
- デザインは最初期に描かれたものと推測されており、石森によるデザイン案には従来の怪人風のものや『人造人間キカイダー』のダークロボットのような大型のものなどが存在した。

その他の登場作品
山田ゴロ版漫画『仮面ライダーZX』
暴走する少年ともどもZXを狙う。
安土じょう（金山静夫）版『仮面ライダーZX』
第4回に登場。良の小学校以来の親友の難波が改造された姿。
『仮面ライダーSPIRITS』
暗闇大使の体から作り出され、日本で組織を脱走した仮面ライダーZXと戦う。

カマキロイド
雑誌連載第7回・第8回・第14回に登場。
左手の鋭利な大鎌や右手中指から噴射する左胸にある小型ボンベに入った毒液が変換された緑色の猛毒ガスを武器とし、手足のバネを用いて樹上から攻撃を行う。右手からの針金ほどの太さのスプリングカマキロイド・スパイラルが武器。
その他の登場作品
山田ゴロ版漫画『仮面ライダーZX』
円盤から人間を溶かす雪を降らす作戦を実行。
安土じょう（金山静夫）版『仮面ライダーZX』
第5回に登場。バダンを裏切り、悪魔谷で反陽子砲の実験をする暗闇大使の打倒をZXに依頼するが、暗闇大使に策を見破られていたため、仕方なくZXと対決する。技は、腕のカマのほかに自分も死ぬ「カマキリスパイラル」
『仮面ライダーSPIRITS』
ジゴクロイドと同様に暗闇大使の体から作り出され、日本で組織を脱走した仮面ライダーZXと戦う。

#### UFOサイボーグ
バダンの科学によって改造された新型の改造人間で、設定では時空魔法陣で強化されている。体の一部を巨大変化させることで、最大限にその能力を発揮させることが可能。
このUFOサイボーグに分類されるヤマアラシロイドについては、上のヤマアラシロイドの節を参照。
- スーツには変形ギミックが導入された[123]。プロデューサーの平山亨はスーツアクターの目を出すことも要望していたが、トカゲロイドとアメンバロイドのみに終わった[80]。造形はレインボー造型企画の新人であった品田冬樹が担当した[80]。

トカゲロイド
雑誌連載第7回・第13回に登場。
元・バダン親衛隊で、裏切り者を始末する大幹部怪人。全身に生えた無数の鋭利な刃物状のウロコは攻防一体の武器となる。首を伸ばして口から火炎を吐き、襟巻状のひだ飾りを大きく広げることで反射板として機能させ、炎を集中させる。また、水に入ると強化する。雑誌連載では再生怪人軍団（カメレオロイド・ジゴクロイド・カマキロイド）を率いる。刃物状の鱗が武器。
その他の登場作品
山田ゴロ版漫画『仮面ライダーZX』
裏切り者を始末すると、その場にいたZXと対決する。
安土じょう（金山静夫）版『仮面ライダーZX』
第6回に登場。海堂博士とノーベル賞を競い合った山下博士によって改造された怪人。能力は、高速移動を可能とする「高速装置」。技は火炎放射の「トカゲファイヤー」。
『仮面ライダーSPIRITS』
サラマンダーという人物が変身。南米で仮面ライダーアマゾンと戦う。

アメンバロイド
雑誌連載第9回・第14回に登場。
ガランダー帝国のゲンゴロウ獣人とネオショッカーのタガメラスを参考にして造られた。腹部の補助足を伸ばすことで水上でも歩行が可能で、取り外して打撃武器とすることもできる。足の球体状の関節から機関銃のようにミサイルを連射することも可能。また、口は鋭い針状になっており、突き刺すことで人間の体液を吸収して胸部の動力炉へと両肩内部のエネルギーチューブを通じて流し込むことで動力源とする。
その他の登場作品
山田ゴロ版漫画『仮面ライダーZX』
第8話に登場。V3に化け、ZXとスーパー1をおびき出す。
安土じょう（金山静夫）版『仮面ライダーZX』
第7回に登場。海堂博士に化け背後からZXを襲う。
『仮面ライダーSPIRITS』
アスラという人物が変身。月面で仮面ライダースーパー1と戦う。

タカロイド
雑誌連載第9回・第13回に登場。テレビスペシャルでは時空破断装置製作用のバダニウム84の輸送トラックを警護する。
全仮面ライダーの戦闘データをインプットしており、ツバサ一族の戦闘データを記憶している。翼開長7メートルの小型グライダーのような翼を背中に装着するギミックを持ち、マッハの速度での無音の飛行が可能。翼は左右に1つずつあるエネルギーチューブによって体と結ばれ、エネルギーが体内の動力炉で作られ供給されているが、破壊されると戦意喪失する弱点となっている。手裏剣爆弾にもなる羽根手裏剣や青龍刀を武器とする。
その他の登場作品
山田ゴロ版漫画『仮面ライダーZX』
第9話に登場。羽根を使い、脱走者やライダーを襲う。
安土じょう（金山静夫）版『仮面ライダーZX』
第8回に登場。クローンロイドを使いZXを罠にはめるが、脱走されそれが基地を探るためのZXの演技だったとわかると、暗闇大使に見放される。
『仮面ライダーSPIRITS』
ベガという人物が変身。エジプトで仮面ライダーV3と戦う。

バラロイド
雑誌連載第10回・第13回に登場。
バラの細胞から作られ、トゲの付いたツルを伸ばして、トゲから吸った人間の生き血をエネルギー源とし、人間を発狂させる毒ガスを顔の一部を開いて吐き出す。バラの花弁のような頭部を巨大化させ、取り外して投擲して敵を圧殺する。
- 花びらを展開した巨大な造形物も制作された。

その他の登場作品
山田ゴロ版漫画『仮面ライダーZX』
第10話に登場。バラやしきでXライダーを捕え、1号とZXをおびき寄せる。
安土じょう（金山静夫）版『仮面ライダーZX』
第8回に登場。ZXやルミをバラやしきに招き、罠にはめる。
『仮面ライダーSPIRITS』
ロッサという人物が変身。スペインで仮面ライダーXと戦う。

#### コピー怪人
過去の秘密結社の怪人をコピーしたもの。
- カミソリヒトデと獣人大ムカデのスーツはアトラクション用のものを使用しており、偶然残っていたため登場することとなった[144]。
- 獣人大ムカデ（仮面ライダーアマゾン）テレビスペシャルのみ登場。

- カミソリヒトデ[64]（仮面ライダーV3） - テレビスペシャルのみ登場。
- ガメレオジン[64]（スカイライダー） - テレビスペシャルのみ登場。
- カマキリガン[64]（仮面ライダースーパー1） - テレビスペシャルのみ登場。

##### 複製怪人軍団
ヤマアラシロイドが怪人軍団長として率いたコピー怪人の怪人軍団。時空魔法陣の超メカ能力によって作り出され、人間の血で活動する。
いずれも原典の組織のベルトをしておらず、元々装備していた強化武器やパーツが再現されていない。
- 獣人大ムカデ[64]（仮面ライダーアマゾン） - 上半身と尻尾のトゲがない[84]。
- 奇械人カメレオーン（仮面ライダーストロンガー） - 雑誌連載にのみ登場。ガマ状の手が黒い手袋に変更され、尻尾が消えている[84]。
- クモンジン（スカイライダー） - 雑誌連載にのみ登場。両手が逆の形になっている[84]。
- カガミトカゲ（スカイライダー） - 雑誌連載にのみ登場。背面のエリマキがなくなっている[84]。
- カメレキング[64]（仮面ライダースーパー1） - 手足が普通の形状になっており、黒くなっている[84]。

### コンバットロイド
バダンの下級戦闘員。雑誌連載第2回・第3回・第4回・第6回に登場。ドリル状のものが耳の位置に認められた赤いプロテクター状のマスクを着用しているが、どのような効力を持つのかは不明。また、胸部と両肩にマスクと同様の赤いプロテクターを装備している。短剣や銃を武器とする。白衣を着た科学班もいる。
- 過去の作品の戦闘員とは異なり、胸や肩に装甲が付けられているのが特徴である[70]。

その他の登場作品
『平成ライダー対昭和ライダー 仮面ライダー大戦 feat.スーパー戦隊』
地下帝国バダンの戦闘員として登場。
『烈車戦隊トッキュウジャーVS仮面ライダー鎧武 春休み合体スペシャル』
『仮面ライダー大戦』のプロローグ的な作品。地下帝国バダンの戦闘員として登場。
『仮面ライダーSPIRITS』
小島秀範（ジュクの秀）という人物が、三影に頼みこみバダンの一員になった際の戦闘服として登場。

## イメージソング
「ドラゴン・ロード」
作詞：石ノ森章太郎 / 作曲：菊池俊輔 / 編曲：吉村浩二 / 歌：串田アキラ
「FORGET MEMORIE'S」
作詞：八手三郎 / 作曲：菊池俊輔 / 編曲：吉村浩二 / 歌：串田アキラ
2曲ともZXの名前が決まる前に制作・録音されたものであるため、歌詞の中にZXの名前は登場せず、レコードのジャケットにも「仮面ライダー10号」と記されていた。
当初は主人公とヒロインが歌うというものであったが、歌唱力が優先されて串田が歌うこととなった。

## メディア展開
- 1982年8月号から雑誌展開開始。
- 1982年8月14日、「オールナイトニッポンスペシャル　仮面ライダー10号誕生記念・石森章太郎のオールナイトニッポン」放送。「仮面ライダーZX」のタイトルが発表され、オリジナルラジオドラマが放送された。仮面ライダーZX（村雨良）の声は神谷明が演じた。
- 1982年8月15日、向ヶ丘遊園で「仮面ライダー10号ネーミング発表会」開催。村雨良の変身ポーズが初公開され[注釈 10]、串田晃によりイメージソング「ドラゴンロード」も披露された。高橋一俊の殺陣によるステージショーも行われ、9人の歴代仮面ライダー、テレビスペシャルには登場しないGOD破壊工作員やドグマファイター、クモロイドらも登場した。
- 1982年8月22日、同様のイベントが宝塚ファミリーランドでも開催された。
- 1983年9月号で雑誌展開終了。
- 1984年1月3日、テレビスペシャル『10号誕生!仮面ライダー全員集合!!』を放映。
- 1998年、風塵社から『平山亨叢書 仮面ライダーZX』発行。雑誌展開時にバックグラウンドストーリーとして平山が考えていた物語が1冊にまとめられたもの。

### グラビア
『テレビマガジン』『テレビランド』などの雑誌の1982年7月号にイラスト掲載によるネーミング募集が行われ、各誌の同年8月号から翌年9月号までグラビア写真によるストーリーが掲載された。
村雨良を菅田俊、バダンの大幹部暗闇大使を潮健磁が演じた。当初は名前が決定していなかったため、同年9月号までは「仮面ライダー10号」と紹介された。
第7回と第13回（最終回）の撮影会で9人ライダーが出演し、その他にもV3・スカイライダー・スーパー1が単独で参加している。
新規製作のバダン怪人は、アクションを必要としないために凝った造形のものが多い。そのほか当時現存していたアトラクション用の旧作怪人（クモンジン、奇械人カメレオーンなど）が再生怪人として活用された。

### 漫画作品
1982年から1983年にかけて、以下の3誌に連載された。2004年に『仮面ライダーZX』のタイトルで1冊にまとめて出版されており、その収録順に説明する。
1. テレビマガジン版（秋津わたる〈細井雄二〉）1982年8月号から1983年1月号（全6回）[147]
2. テレビランド版（山田ゴロ）1982年8月号から1983年8月号（全13回）[147]
3. 冒険王版（金山静夫〈安土じょう〉）1982年9月号から1983年10月号（全14回）[147]

第1回では、村雨良のバダンからの脱走、姉しずかの死、海堂博士・一条ルミとの合流までが共通して描かれている。バダンについては、南米でUFOを使っていたという点は共通しているが、安土版のみナチスについて言及されていない。
平山亨によると、「仮面ライダー復活祭」の翌日にテレビマガジンの田中編集長（当時）から東映テレビ部に電話があり、その中で「従来通り、3社相乗りで、月に1回の撮影会」と「3誌での連載」を申し込まれた。平山は慌てたが、田中から「石森プロ、渡辺部長、3誌ともOKサインを出している」と言われ、喜んで承諾した。
細井雄二（秋津わたる）版
テレビマガジンで連載。
第1回が細井雄二名義で、第2回以降は秋津わたる名義となっている。第1回は別冊付録に掲載されており、全128頁という厚さだった。第1回が誕生編で、第2回 - 第4回は1話完結、第5回と第6回は前後編となっている。下記の2作と違い、各回にはサブタイトルがついている。9人ライダーは、第1回のイメージシーンのみ登場。
暗闇大使は第3回で登場し、「ショッカーの地獄大使の影の存在」と説明されている（第5回では「いとこどうし」とも）。第5回でガラガランダが出現し、第6話で狼男とイカデビルも登場するが、彼らはショッカーの3大幹部ではなくその素体の科学者（マーダー、プラガ、ヘッツァー）だった。「ライダー1号2号を造った最高の頭脳」と自負して「それを生かせる最強の軍団」とバダンを見込み、暗闇大使に共闘を申し入れる。3対1でZXの弱点を突くも敗北し、3怪人は爆発。ZXとバダン（暗闇大使）の決着はつかないまま終わる。
山田ゴロ版
テレビランドで連載。
暗闇大使は第3回から登場、第6話までは1話完結。第7回から9人ライダーが登場し、時空魔法陣を巡ってZXと共闘する。第11回ではタックルが蘇生し、城茂と再会する（作中では「シゲル」）。シゲル以外の8人ライダーは、変身後の姿しか登場しない。
安土じょう（金山静夫）版
冒険王で連載。
連載時は金山静夫名義であったが、単行本では安土じょう名義で記載している。当初は読みきり形式であったが、誌面リニューアルによりページ数が減少し、連続形式に変更された。
暗闇大使は第7回から登場。死んだはずの姉・しずかが第6回から登場するのが特徴。9人ライダーは登場しない。
安土はプロットを読んでドラマとして作り込めると感じ、石ノ森章太郎の漫画版『仮面ライダー』を意識したシリアス路線とした。歴代仮面ライダーの登場については元々考えていなかったとしている。
漫画作品オリジナルの怪人
カニロイド
石ノ森章太郎のラフスケッチに描かれている。
山田ゴロ版漫画『仮面ライダーZX』
第3回に登場。海辺の老人が正体で、化学部隊のカニロイドと名乗る。
安土じょう（金山静夫）版『仮面ライダーZX』
第2回に登場。クモロイドが失敗し、ドクガロイドが作戦に移っていることを知らせる際、シルエットで登場している。その後、ZXと戦うドクガロイドを助けるが、ドクガロイドともども倒される。
漫画『仮面ライダーSPIRITS』
この作品では、暗闇大使の体から作り出されたという設定。日本で、組織を脱走した仮面ライダーZXと戦う。先の山田ゴロ版と同じく人間態は老人。

細井雄二（秋津わたる）版漫画『仮面ライダーZX』
ガラガランダ、イカデビル、オオカミ男
ショッカーの残党（マーダー、プラガ、ヘッツァー）が変身したもの。詳しくは、それぞれの個別記事を参照。
山田ゴロ版漫画『仮面ライダーZX』
先述のカニロイドも登場。
再生岬ユリ子/再生電波人間タックル
バダンの時空魔法陣の力で復活した電波人間タックル。

安土じょう版漫画『仮面ライダーZX』
先述のカニロイドも登場。
クローンロイド
死んだはずの良の姉・しずかのクローンを改造したもの。
メカ・デストロイヤー
クローンロイドを人質に取る。

## その後の展開
各キャラクターの動向については、各項目を参照。

### テレビシリーズ
『仮面ライダーBLACK RX』
仮面ライダーZXが登場。
『烈車戦隊トッキュウジャーVS仮面ライダー鎧武』
『烈車戦隊トッキュウジャー』と『仮面ライダー鎧武/ガイム』のテレビスペシャル。コンバットロイドの他、同作品オリジナルのバダン怪人として新たにモグラロイドが登場する。
『仮面ライダーゴースト』
第24話にヤマアラシロイドが登場。

### 映画作品
『劇場版 仮面ライダーディケイド オールライダー対大ショッカー』
『仮面ライダーディケイド』の映画作品。仮面ライダーZXが登場。声は吉野正裕。
『オーズ・電王・オールライダー レッツゴー仮面ライダー』
『仮面ライダーオーズ/OOO』と『仮面ライダー電王』の映画作品。仮面ライダーZXとタイガーロイドが登場。
『仮面ライダー×スーパー戦隊 スーパーヒーロー大戦』
仮面ライダーシリーズとスーパー戦隊シリーズの映画作品。仮面ライダーZXとタイガーロイドが登場。
『平成ライダー対昭和ライダー 仮面ライダー大戦 feat.スーパー戦隊』
仮面ライダーシリーズの映画作品。村雨良 / 仮面ライダーZX / 暗闇大使、ヤマアラシロイド、タイガーロイド、戦闘員のコンバットロイド、バダン総統が登場。
『スーパーヒーロー大戦GP 仮面ライダー3号』
仮面ライダーシリーズの映画作品。仮面ライダーZXとコンバットロイドが登場。
『仮面ライダー×スーパー戦隊 超スーパーヒーロー大戦』
　仮面ライダーシリーズとスーパー戦隊シリーズの映画作品。仮面ライダーZXが登場。
『セイバー+ゼンカイジャー スーパーヒーロー戦記』
　仮面ライダー50周年×スーパー戦隊45作品記念。仮面ライダーZXが登場。

### Webムービー
『ギーツエクストラ 仮面ライダータイクーンmeets仮面ライダーシノビ』
『仮面ライダーギーツ』のスピンオフ作品。村雨良 / 仮面ライダーZXが登場。ZXは龍騎やジオウを通じてギーツの存在を知っている旨が語られる。

### 書籍
小説『S.I.C. HERO SAGA』
「MASKED RIDER DEN-O EDITION -1971年4月3日-」
HERO SAGAの『仮面ライダー電王』の小説作品。タイガーロイドが登場。
「MASKED RIDER ZX EDITION -FORGET MEMORIE'S-」
本作品の小説作品。
漫画『仮面ライダーSPIRITS』
村枝賢一による漫画作品。『仮面ライダーZX』を中心に、過去の仮面ライダーたちのテレビシリーズや設定資料などを元に、オリジナルストーリーを付け加え2001年から連載中。各テレビシリーズ終了後のライダーたちのストーリーを序章とし、ZX誕生へとつながるストーリーとなっている。同作品では「ZX」（ゼクロス）という名称に「最後の者」という意味が設定されている。

### ゲーム作品
『特撮冒険活劇 スーパーヒーロー烈伝』
仮面ライダーZXとタイガーロイドが登場。

### イベント・舞台
『MASKED RIDER LIVE&SHOW 〜十年祭〜』
仮面ライダーZXが登場。